# Pomona Park
Pomona Park es un pueblo ubicado en el condado de Putnam en el estado estadounidense de Florida. En el Censo de 2010 tenía una población de 912 habitantes y una densidad poblacional de 102,69 personas por km².

## Geografía
Pomona Park se encuentra ubicado en las coordenadas 29°29′59″N 81°35′38″O / 29.49972, -81.59389. Según la Oficina del Censo de los Estados Unidos, Pomona Park tiene una superficie total de 8.88 km², de la cual 7.84 km² corresponden a tierra firme y (11.72%) 1.04 km² es agua.

## Demografía
Según el censo de 2010, había 912 personas residiendo en Pomona Park. La densidad de población era de 102,69 hab./km². De los 912 habitantes, Pomona Park estaba compuesto por el 81.14% blancos, el 7.89% eran afroamericanos, el 1.32% eran amerindios, el 1.21% eran asiáticos, el 0% eran isleños del Pacífico, el 6.58% eran de otras razas y el 1.86% pertenecían a dos o más razas. Del total de la población el 15.35% eran hispanos o latinos de cualquier raza.